# Небера, Павел Владимирович
Павел Владимирович Небера (укр. Павло Володимирович Небера; род. 13 апреля 1955, Львов) — советский и украинский кинооператор.

## Биография
Родился во Львове 13 апреля 1955 года в семье режиссёра-документалиста Владимира Неберы. В 1977 году окончил Киевский государственный институт театрального искусства имени И. К. Карпенко-Карого. Член Национального Союза кинематографистов Украины. Известен сотрудничеством с режиссёром Владимиром Попковым.
Павел Небера был членом жюри XVІ Студенческого кинофестиваля «Пролог-2005» (10—15 мая, Киев, Украина).
Член Европейской гильдии кинооператоров. Художественный руководитель курса операторского мастерства Национального университета культуры и искусств.
Семья: супруга Марина Николаевна (1958), сын Павел Павлович (1983) - звукорежиссёр, внучка Ника Павловна (2015).

## Фильмография

### Оператор-постановщик
- 1981 — Беспокойное лето
- 1988 — Каменная душа
- 1990 — Допинг для ангелов
- 1991 — Из жития Остапа Вишни
- 1992 — Сердца трёх
- 1997 — Графиня де Монсоро
- 2001 — След оборотня
- 2002 — Кукла (Украина)
- 2003 — Роксолана (телесериал)[2][3][4][5][6]
- 2004 — Пепел Феникса
- 2005 — Золотые парни (Россия, Украина)
- 2006 — Кровавый круг (Золотые парни - 2) (Россия, Украина)
- 2006 — Театр обречённых
- 2007 — Убить змея
- 2008 — Колдовская любовь (Россия, Украина)
- 2008 — Разлучница (Россия, Украина)
- 2009 — Возвращение Мухтара-5 («Как погасить звезду» (3 серия), «На огромной скорости» (7 серия), «Шикарный подарок» (13 серия), «Тандем неудачников» (14 серия), «Колеса» (18 серия), «Турфирма» (19 серия))
- 2009 — Легенды колдовской любви (Колдовская любовь - 2) (Россия, Украина)
- 2010 — Соседи (Украина)
- 2012 --- Женский доктор 1-30 серии
- 2013 --- Женский доктор 2 16-55 серии
- 2013 --- Ловушка
- 2014 --- Личное дело
- 2016 --- Запретная любовь
- 2017 --- Схватка
- 2018 --- На краю бездны
- 2018 --- Полузащитник
- 2019 --- Тайны
- 2019 --- На твоей стороне

### Оператор фильмов
- 1983 — Водоворот
- 1989 — Трудно быть богом — оператор операторской группы[7][8]
- 1991 — Кому вверх, кому вниз — в операторской группе
- 1994 — Утомлённые солнцем — 1-й ассистент оператора[9]

### Оператор видеоклипов
- 2000 - Павел Зибров «Истамбул»[2]